# Amicale Sportive Dragons
L'Amicale Sportive Dragons és un club de futbol congolès de la ciutat de Kinshasa.
En el passat el club s'anomenà Amicale Sportive Bilima.

## Palmarès
- Finalista de la Lliga de Campions de la CAF
  - 1980, 1985
- Lliga de la República Democràtica del Congo de futbol[3]
  - 1979, 1982, 1984
- Copa de la República Democràtica del Congo de futbol[4]
  - 1965